# Willi Friedrich Koerbel
Willi Friedrich Koerbel (* 20. Juli 1910 in Habsheim, Elsass; † 11. Juni 2000) war ein deutscher Journalist.

## Leben
Er studierte in Heidelberg und München Pädagogik, Psychologie, Soziologie und Geschichte und trat zum 1. September 1931 der NSDAP bei (Mitgliedsnummer 644.652). Er war Mitglied der Studentenverbindung ATV Hasso-Rhenania Heidelberg im ATB.
Koerbel war SA-Führer und Komponist des SA-Marsches Nr. 5 Sturmsoldaten und kulturpolitischer Schriftleiter des Mannheimer Hakenkreuzbanner. 1933 war er Sport- und Pressereferent der Mannheimer SA (=SA-Standarte 171 (Traditionsregiment Kolmar)). Er war Hauptschriftleiter und Pressechef der Obersten SA-Führung. Nach Einstellung des Kampfblattes Der SA-Mann wurde er 1939 als SA-Obersturmbannführer persönlicher Referent von Viktor Lutze in der Reichskanzlei Berlin. Später wurde er von Wilhelm Schepmann zum SA-Standartenführer befördert. Militärisch wurde er zum Fallschirmjäger ausgebildet und nahm am Westfeldzug teil. Er gehörte zu den ersten deutschen Soldaten, die 1940 Paris erreichten. Später war er Verbindungsoffizier der deutschen Luftwaffe zur italienischen Luftwaffe in Rom. Über diese Zeit schrieb er 1997 eine Mussolini-Biographie. 1941/43 war er Soldat in Nordafrika.
Nach dem Krieg war er Unternehmensberater in Heidelberg und ab 1957 Generalkonsul Ghanas in Deutschland. 1997 wurde er Ehrenbürger der Stadt Habsheim. Diese Ehrenbürgerschaft wurde ihm im Juni 2022 vom Gemeinderat von Habsheim wieder entzogen.

## Veröffentlichungen
- Der SA-Mann. Kampfblatt der obersten SA.- Führung und der NSDAP. (als Hauptschriftleiter), Verlag Franz Eher Nachf., München, erschien von 1928 bis ca. 1939.[10]
- 1937: Erlebnisse der Kameradschaft (Herausgeber)
- 1938: Die deutschen Freikorps 1918–1923: Anh.: Das Sudetendeutsche Freikorps 1938 (mit Friedrich Wilhelm von Oertzen, 1939 5. Auflage)
- 1938: SA-Geist im Betrieb, vom Ringen um die Durchsetzung des deutschen Sozialismus. Band 10 von Kampfschriften der Obersten SA-Führung, Zentralverlag der NSDAP, 1938
- 1944: Die deutsche Seele, Verlag „Wir sind daheim“, Dresden (herausgegeben vom Reichsministerium für Volksaufklärung und Propaganda, Abt. Ost, in Verbindung mit dem Reichskommissar für die Festigung deutschen Volkstums, Hauptamt Volksdeutsche Mittelstelle)[11]
- 1944: So entstand das Reich, Verlag „Wir sind daheim“, Dresden (herausgegeben vom Reichsministerium für Volksaufklärg und Propaganda, Abt. Ost, in Verbindung mit dem Reichskommissar für die Festigung deutschen Volkstums, Hauptamt Volksdeutsche Mittelstelle)
- 1987: Ein Mohr als Gelehrter. Einzigartige Karriere e. Negers in Deutschland. In: Geschichte Nr. 77, 1987. S. 27–31.[12]
- 1997: Erlebter Faschismus. Aufstieg und Sturz Benito Mussolinis. Ein Zeitzeuge berichtet. Berg am Starnberger See, 1997, ISBN 3-8061-1115-4

- Interview im ZDF-Film Befreien Sie Afrika! von Martin Baer, 1998.[13][7]